# Lipiany
Lipiany, tyska Lippehne, är en stad i västra Polen, belägen i distriktet Powiat pyrzycki i Västpommerns vojvodskap. Staden har 4 085 invånare (år 2013) och är centralort för en stads- och landskommun med sammanlagt 6 093 invånare.